# Torii Hunter
Torii Kedar Hunter (ur. 18 lipca 1975) – amerykański baseballista, który występował na pozycji prawozapolowego.
Po ukończeniu szkoły średniej, w 1993 roku został wybrany w pierwszej rundzie draftu z numerem dwudziestym przez Minnesota Twins i początkowo grał w klubach farmerskich tego zespołu, między innymi w New Britain Rock Cats, reprezentującym poziom Double-A.  W Major League Baseball zadebiutował 22 sierpnia 1997 w meczu przeciwko Baltimore Orioles jako pinch runner i był to jego jedyny występ w sezonie. W 1998 występował głównie w niższych ligach, między innymi w zespole Triple-A Salt Lake Buzz. 15 kwietnia 1999 w meczu z Detroit Tigers zdobył pierwszego home runa w MLB. W 2001 po raz pierwszy zdobył Złotą Rękawicę, zaś rok później po raz pierwszy wystąpił w Meczu Gwiazd. W sezonie 2007 zdobył trzy grand slamy (17 kwietnia przeciwko Mariners, 18 maja przeciwko Brewers i 18 sierpnia przeciwko Mariners).
W listopadzie 2007 jako wolny agent podpisał pięcioletni kontrakt wart 90 milionów dolarów z Los Angeles Angels of Anaheim. W maju 2009 został wybrany przez redakcję Sporting News do pięćdziesiątki najlepszych aktywnych zawodników w MLB. 13 czerwca 2009 w meczu międzyligowym z San Diego Padres po raz pierwszy zdobył trzy home runy w jednym meczu. W tym samym roku po raz dziewiąty z rzędu zdobył Złotą Rękawicę i otrzymał Branch Rickey Award za działalność charytatywną. 30 maja 2011 w spotkaniu z Kansas City Royals zaliczył 1000. RBI w MLB.
W listopadzie 2012 jako wolny agent podpisał dwuletni kontrakt wart 26 milionów dolarów z Detroit Tigers. 9 kwietnia 2013 w meczu przeciwko Toronto Blue Jays zaliczył 2000. uderzenie, zaś 16 czerwca 2013 w spotkaniu z  Minnesota Twins zdobył 300. home runa w MLB. W grudniu 2014 podpisał roczny kontrakt wart 10,5 miliona dolarów z Minnesota Twins.
Pod koniec października 2015 ogłosił zakończenie zawodniczej kariery.
| Nagroda/wyróżnienie     | Lata                         | Źródło |
| 5× All-Star             | 2002, 2007, 2009, 2010, 2013 | [ 1 ]  |
| 9× Gold Glove Award     | 2001–2009                    | [ 1 ]  |
| 2× Silver Slugger Award | 2009, 2013                   | [ 1 ]  |
| Branch Rickey Award     | 2009                         | [ 7 ]  |